# Lucien Nortier
Lucien Nortier (Ermont, 14 settembre 1922 – Eaubonne, 14 dicembre 1994) è stato un illustratore, disegnatore e sceneggiatore francese. Svolse la maggior parte del suo lavoro per la stampa giovanile, le principali serie furono pubblicate su Vaillant come Sam Billie Bill o Le Grêlé 7/13. È stato uno dei membri del famoso Atelier 63 negli anni '50 con i suoi colleghi Raymond Poïvet e Roger Lécureux.

## Biografia

### Fumetto come vocazione
Lucien Nortier nacque il 14 settembre 1922 ad Ermont (Val-d'Oise), in una famiglia borghese. Suo padre era un ex modellista per l'arazzo Aubusson, quindi aveva un gusto per il disegno, che praticava osservando in particolare gli animali. Suo padre cercò di dissuaderlo quando Lucien Nortier cercava di trasformare la sua passione in un lavoro da illustratore. Dopo aver iniziato la scuola secondaria nel 1939, divenne esattore delle tasse. Durante la guerra si dedicò alla costruzione di caldaie, imparando la saldatura, mestiere per il quale si dimostrò dotato. Non fornì dettagli sul suo ruolo e sulle sue posizioni politiche durante l'occupazione tedesca della Francia, ma ammirò i combattenti della resistenza. Nonostante tutto, disegnò e si aggrappò ancora alla sua idea, inviando disegni agli editori di riviste. Iniziò la sua carriera disegnando Bob l'Ardent per l'editore MV (serie di racconti completi, tascabili nella collezione Gang) poi seguì diversi giornali (il primo fu Jeudi Magazine, ex Zorro) prima di disegnare per Vaillant per 30 anni. In questo periodo collaborò all'Atelier 63 al fianco di grandi illustratori dell'epoca e in particolare conobbe Raymond Poïvet, nel quale trovò una sorta di mentore. Negli anni '70 lasciò Vaillant e collaborò con altre riviste fino agli anni '80, godendo di una maggiore libertà artistica. Fu impegnato per i diritti sindacali dei fumettisti e nell'organizzazione del sindacato.

### Carriera nel fumetto

#### Un inizio ricco di eventi per la sua carriera
Nel 1946 contattò la casa editrice MV di Parigi, perché aveva notato il loro titolo Bob l'Ardent, lo invitarono a collaborare, succedendo a Rémy Bourlès.. È qui che si formò nel mondo dei fumetti e fu assunto. Non rimase a lungo, poiché la casa editrice fallì poco dopo il suo arrivo. Nortier non perse tempo e mostrò i suoi disegni ad altri editori, cosa che gli permise di partecipare a diverse pubblicazioni di fumetti: prima per Jeudi-Magazine Zorro nel 1947 con Les Pionniers de l'Ouest e Tao l'homme fauve, a conferma del suo attaccamento alle storie d'avventura. Continuò su questa linea con La Route de l'Ouest per Zig et Puce e collaborò con lo sceneggiatore Jean Volsa per il fumetto futuristico Jean L'Aigle, nella rivista Pic & Nic.

#### L'atelier 63 e Vaillant, un periodo d'oro
Lucien Nortier si fece notare per i suoi disegni e fu contattato nel 1947 da Roger Lécureux per produrre con lui Le Cormoran per il quotidiano Vaillant, che gli offrì uno stipendio molto più alto di quello che riceveva all'epoca (9.000 vecchi franchi per le sue tavole contro 3.500). Fu in seguito all'incontro con Raymond Poïvet (di cui apprezzava i disegni e che considerava un maestro) che entrò nel "mitico" Atelier 63 di rue des Pyramides-Parigi, dove soggiornò a lungo e si dedicò completamente al fumetto insieme ai disegnatori come Marijac, Christian Gaty e Robert Gigi, e incontrò Uderzo, Druillet e lo sceneggiatore Goscinny. Apprezzò il lavoro di gruppo e l'atmosfera di questo laboratorio, allestito in un edificio che ospitava anche una testata giornalistica della Resistenza. Fiorì quindi in questo ambiente e lì creò la maggior parte delle sue tavole per il quotidiano Vaillant, dove rimase per 30 anni e trascorse gran parte della sua carriera.
Infatti in quel periodo la rivista era in piena espansione e Nortier partecipò a questa emulazione artistica. Per Vaillant produsse le sue serie più famose: Le Cormoran (1947-1955), Sam Billie Bill (1949-1962) con Roger Lécureux e Jean Ollivier alla sceneggiatura, Robin Hood negli anni '60 con Kiefer o anche Le Grêlé 7/13 con Roger Lécureux (sceneggiatura) e Christian Gaty (illustrazione) dal 1966 al 1971. Negli anni '70 disegnò Fanfan la Tulipe su sceneggiatura di Sanitas. Infatti in quel periodo la rivista era in piena espansione e Nortier partecipava a questa emulazione artistica. Pcon le sue serie: Le Cormoran (1947-1955), Sam Billie Bill (1949-1962) con Lécureux e Ollivier come sceneggiatori, Robin des Bois negli anni '60 con Kieffer o anche Le Grêlé 7/13 con Lécureux (sceneggiatura) e Gaty (inchiostrazione) dal 1966 al 1971. Negli anni '70 disegnò Fanfan la Tulipe su sceneggiatura di Jean Sanitas e inchiostrata da Gaty, al quale lasciò definitivamente l'incarico di continuare la serie nel 1975 per dedicarsi a una serie di animali, Lucien des Bois. Nortier, Christian Gaty e gli altri lasciarono l'officina nel 1979-1980 quando Raymond Poïvet andò in pensione e l'affitto divenne troppo costoso per lavorare nell'atelier. Era la fine di un periodo “bohémien”, come lo chiamo Lucien Nortier.

#### Lavoro minore e fine carriera
Il suo lavoro non fu esclusivo e continuò a collaborare con altre importanti testate giornalistiche dell'epoca come Pilote, dove adattò la serie radiofonica Bison noir, ma anche la soap opera americana Broken Arrow in Cochise (1960-1961), o Topolino (con Thierry la Fronde dal 1964 al 1968 per esempio). Collaborò negli anni 1950-1960 alla stampa per ragazzi per Mireille con Dany, hostess di Parigi (con Christian Gaty e scene di Volsa) e alla stampa rosa con il produttore Cino Del Duca (Edizioni Mondiali) e la casa editrice Dargaud per giornali come We Two .
Tra la fine degli anni '70 e gli anni '80 moltiplicò le sue collaborazioni con giornali non specializzati in fumetti come Le Hérisson o Paris Jour, ma non con la continuità riservata a Vaillant. Partecipò anche a un'opera didattica sugli animali per Chancerel con le illustrazioni di Le Chien nel 1977, lavorò con la casa editrice Hachette per un album su temi storici (Les Grandes Inventions, De Gaulle). La sua fine carriera dimostrò quindi una versatilità e un attaccamento sempre agli stessi temi ricorrenti.

#### Impegno politico e sindacale
Nortier rifiutò ogni impegno politico evidente come quello di Vaillant nel PCF e fu molto sospettoso al riguardo. Tuttavia, ammirò alcuni personaggi storici e talvolta lo mostra nei suoi fumetti illustrando temi a lui cari, senza mai cadere nella propaganda.
Il suo grande impegno fu il sindacato: si batté nel 1968 per lo status di disegnatori di fumetti minato dalla Commissione per la carta d'identità dei giornalisti professionisti, che rifiutava di riconoscere i fumettisti come giornalisti: questi non avevano pensione e spesso venivano licenziati senza preavviso. Con Nikita Mandryka, Raymond Poïvet e altri creò un sindacato e chiese di essere ascoltato dalle autorità competenti. Questa esperienza sindacale finì male, a causa dei grandi protagonisti del fumetto esclusi dal progetto come René Goscinny e la sollecitazione del Partito Comunista, mentre Nortier insisteva sulla neutralità politica.
La sua lunga collaborazione con Vaillant, poi con giornali come Le Hérisson che sono testate ancorate a sinistra o addirittura all'estrema sinistra per Vaillant, è a volte complicata per Lucien Nortier che rifiutava ogni affiliazione a un movimento politico:
«Era una persona su cui si poteva contare, che aveva difficoltà a sopportare le ingiustizie e che a volte andava su tutte le furie in redazione. »
Ammirando la resistenza senza avere maggiori informazioni sul suo ruolo in essa, e affascinati dalla Rivoluzione francese, i suoi eroi sono quindi un miscuglio immaginario dei valori della sinistra del suo tempo e dei suoi riferimenti storici idealizzati.

## Fumetti d'avventura storici e politici
Molte delle opere di Nortier riguardano eroi ancorati a un'epoca lontana, a volte lasciando emergere ideali politici, mentre il disegnatore si rifiuta di impegnarsi nei suoi disegni. Ciò è dovuto in particolare all'affiliazione politica e alle radici di Vaillant, creata da ex combattenti della resistenza e comunisti. Ma ciò dipese anche dalle scelte degli illustratori che rappresentavano degli eroi in cui riconoscere i suoi ideali di giustizia.

### Le Cormoran
Il capitano Cormoran è figlio di un nobile rivoluzionario e la sua trama si svolge in un'era moderna mal definita, logicamente dopo la Rivoluzione (ma poi ricollocata nel 1700 quando affida il fumetto a Paul Gillon e Jean Ollivier). Nel primo numero in cui compare, una nota della redazione avverte del suo arrivo al quotidiano Vaillant:
«Il mare sferza le rocce frastagliate della costa e nella vicina locanda si è insinuata un'ombra. Chi è quest'uomo che chiamano Monseigneur? Chi è questo cavaliere impavido che affronta i poliziotti più audaci del re? Chi è quest'uomo sconosciuto il cui vero nome è ignoto, ma la cui abile spada è temuta dai forti e amata dagli oppressi?»
Questo personaggio è un corsaro, avventuriero dal grande cuore, che combatte per la giustizia e combatte con coraggio, a volte si innamora e muore nell'ultimo episodio diretto da Lucien Nortier, cosa insolita per l'epoca. Nortier scrive sotto l'influenza della moda del momento, che è corsara:
«Negli anni '40 e '60, ogni pubblicazione aveva il suo corsaro, bucaniere o eroe bucaniere. Questi personaggi hanno portato una ventata di esotismo storico in ambientazioni favorevoli a battaglie in mare, cacce al tesoro, duelli e intrighi di palazzo... Erano numerosi nella loro ricerca dell'avventura sui mari del globo per il grande piacere dei giovani lettori [...]".
Aveva già in mente questo progetto prima che Roger Lécureux lo contattasse per conto di Vaillant per fare una serie con lui. Successivamente sarà quest'ultimo a occuparsi della sceneggiatura ma la serie venne rapidamente interrotta perché con il pubblico nonaveva successo.

### Sam Billie Bill
Anche questo western era basato su una sceneggiatura di Roger Lécureux, dopo il fallimento di Le Cormoran . Sam Billie Bill è un giovane cowboy di 17 anni a cui capita di vivere avventure che Nortier crea per 15 anni, basandosi sul successo della serie. Qui riprende i codici western classici e il suo eroe malizioso non invecchia mai. Approfitta di questo universo per disegnare natura e cavalli. La serie finisce per annoiarlo, soprattutto perché deve scrivere gli scenari, in quanto Roger Lécureux ha rinunciato.

### Le Grêlé 7-13
Realizzata con Roger Lécureux e Chistian Gaty, la serie riprende ambientata nella seconda guerra mondiale e presenta un combattente della resistenza che dà il nome al fumetto, così come i suoi compagni. Presenta sia i francesi sia i tedeschi in una storia che dà il posto d'onore all'astuto eroe Le Grêlé. Roger Lécureux che scrive la sceneggiatura e a volte commette errori che Nortier deve correggere, lui che ha vissuto la guerra:
« Un'altra volta descrisse un convoglio di camion che trasportavano le casse della V1, che probabilmente non aveva mai visto prima. Aveva visto il camion con la V1 passare davanti a casa mia. Era grande come un aereo da combattimento, quindi le casse V1 su un camion, bisognava farlo! »
La scelta dei suoi personaggi più o meno storici mostra anche un attaccamento alla difesa dei valori morali contro il sistema dei potenti, come Robin Hood, ladro al servizio dei poveri o Fanfan il Tulipano che difende la sua libertà contro il re e il decoro del tempo. Tuttavia, conserva la fantasia che gli permette di attirare un pubblico giovane, senza dare loro lezioni di storia, servendo lo scopo di Vaillant: intrattenere e (a volte con Nortier) far ridere la gente.

## Animali e natura
L'altro suo tema preferito, che gli ha dato il gusto per il disegno, è la vita animale. Il numero di Hop! chi gli dedica un articolo sulla sua morte ne parla in questi termini:
«Lucien Nortier amava la natura e si divertiva ad osservare gli animali. Questo si sentiva nei suoi fumetti ogni volta che doveva lavorare su questi argomenti.»
Amante della caccia e appassionato della natura, fin da giovane disegna animali e il loro comportamento, il che lo rende particolarmente abile nella creazione di storie di animali. Da Robin Hood a Lucien des Bois, attraverso una storia completa di Rintintin, e anche nei suoi fumetti realistici predilige il disegno di animali. Ma quello che rimane come un'opera importante su questo tema, la sua serie La croce, il cuore e il branco, ne parla Lucien Nortier a Hop! nel numero 33:
«Credo che dopo 35 anni di disegno, sto riuscendo, e spero che continui, a disegnare quello che volevo fare dall'inizio: disegnare animali e fare fumetti per adulti.»
La storia illustra un giovane cacciatore di cinghiali nel bel mezzo della guerra della Vandea, mescolando così storia e natura. I disegni degli animali sono accompagnati da racconti che raccontano talvolta in modo didattico il comportamento di un branco di cinghiali o di altri animali del bosco.

## Uno stile realistico
Il suo stile è molto realistico, i suoi personaggi lavorati, in genere, con una perfetta precisione. Per la sua tecnica, è meglio fidarsi di ciò che dice l'artista stesso:
«In passato usavo solo il pennello, ora uso tutto: penna, pennarello, pennello, a seconda del mio umore. [Sono l'unico disegnatore che lavora con pennelli schiacciati. Dà un miglior senso del volume (una vecchia abitudine).»
Non è praticamente mai sulla sceneggiatura, il che gli permette, nonostante la sua incessante produzione, di curare le sue tavole e ogni dettaglio dei suoi personaggi o dell'ambientazione. Inoltre, la maggior parte delle sue creazioni è in bianco e nero, aspetto che rafforza il lato "serio" del fumetto e che lo obbliga a prestare ancora più attenzione all'arredamento in quanto il lettore non ha colori per stimolare la sua immaginazione.
Fu amico e grande ammiratore di Raymond Poïvet, insieme al quale ha affilato la matita all'Atelier 63, e questo si può vedere nel trattamento dell'immagine realistica in bianco e nero. Si può qualificare il suo stile come molto "classico" se esiste uno stile del genere: si adatta infatti soprattutto a generi come i racconti d'avventura che abbondano sui giornali dell'epoca, che potrebbero aver spiegato la sua discrezione di fronte all'illustratore con linee più fantasiose come André Franquin o Albert Uderzo. Tuttavia, aveva prodotto tavole umoristiche per il quotidiano Le Hérisson, che non le ha trattenute e gli ha offerto fumetti di animali. Dice di odiare la fantascienza, che tuttavia ha provato per la rivista Pic et Nic con la serie Jean L'Aigle.

## Memoria dell'autore
Sebbene il suo lavoro fosse molto vario e prolifico, oggi non è conosciuto come alcuni autori di fumetti del suo tempo perché le sue serie non furono pubblicate in album, a causa della politica di Vaillant che favoriva la fretta. Le Editions du Taupinambour presero il posto delle pubblicazioni degli album dagli anni '80 fino agli anni 2010, ma sono raramente rappresentate nella grande eredità del fumetto.
Si può però citare il numero 64 della rivista specializzata Hop! (che in precedenza gli ha dedicato diversi articoli) che pubblica un omaggio in un numero dedicato ad autori "dimenticati" pochi giorni dopo la sua morte:
«[…]Ci lascia i suoi personaggi e ricordi meravigliosi. Attraverso di loro, continueremo a pensare all'uomo che li ha creati e animati con tanta convinzione»

## Lavori

### Album di Vaillant
- Lucien Nortier, Capitan Cormoran – Le Isole Vergini, Parigi, Edizioni Vaillant, 1948.[12]
- Lucien Nortier, Raymond Poïvet, Roger Lecureux, Great Adventures (Special), Parigi, Edizioni Vaillant, 1961.
- Lucien Nortier, Lecureux Roger, Sam Billie Bill, Parigi, Edizioni Vaillant, 1960-2013.[13]
- Lucien Nortier, Jean Ollivier, Christian Gaty, Les Exploits de Robin, Parigi, Edizioni Vaillant, 1974.
- Lucien Nortier, Jean Sanitas, Paul Gillon, Pif Parade Aventure, Parigi, Edizioni Vaillant, 1977-1980.
- Lucien Nortier, Vive l'Aventure, Parigi, Edizioni Vaillant, 1980.

### Album di Taupinambur
- Lucien Nortier, The Road to the West, Parigi, edizioni Hemma Chaix, 1957.[14]
- Lucien Norteer, Jean Sanitas, Christian Gaty, Fanfan the Tulip , Parigi, Casa editrice Kangaroo, 1975-2
- Lucien Nortier, Le Grand Chelem, Parigi, Edizioni Setam, 1978.
- Lucien Nortier, Jacques Marsiglia, Histoire Juniors, Parigi, edizioni Hachette, 1979-1987.
- Lucien Nortier, Jean-Gérard Imbar, Pierre Dupuis, Enciclopedia dei fumetti, Parigi, Edizioni Philippe Auzou (L'universo), 1982.
- Lucien Nortier, Roberto Renzi, Augusto Pedrazza, Akim, Parigi, Edizioni Temps Forts, 2002.ù

## Biografia
- "Nord ", Hop!, n. 33, 1983 pag . 38-3
- "Ospite - Nortier" , Hop!, n. 41, 1987 pag. 5-11
- "Nord ", Hop!, n. 57, 1993 pag. 18-2
- "Capitano Cormorano" , Hop!, n. 61, 1994, pag. 24-25
- "Ricorda - Lucien Nortier ", Hop!, n. 64, 1994, pag. 62-63
- «Sam Billie Bill», Hop!, n . 77, 1997, pag. 42-43
- Henri Filippini, in, Parigi, Edizioni Opera Mundi,1998, 700 pag.
- Patrick Gaumer, nel World Comics Dictionary, Parigi, Larousse ,2010[15]